# Hermann Richtarsky
Hermann Richtarsky (* 6. April 1857 in Hratschein, Kreis Leobschütz, Provinz Schlesien; † 23. September 1944 in Osterdorf, Landkreis Leobschütz, Provinz Niederschlesien) war ein deutscher Landwirt und Politiker (Zentrum).

## Leben
Richtarsky besuchte das Gymnasium in Leobschütz und bewirtschaftete später ein Gut in Osterwitz bei Nassiedel. Er war Kreisvorsitzender des Schlesischen Bauernvereins, Vorsitzender der Molkereigenossenschaft Nassiedel, Mitglied des Aufsichtsrates der Schlesischen Landgesellschaft sowie Vorstandsmitglied der Darlehenskasse Nassiedel.
Richtarsky war Mitglied der Gemeindeverwaltung und des Kreistags Leobschütz. Vom 16. April 1908 bis zum 15. November 1918 gehörte er dem Preußischen Abgeordnetenhaus an. 1919 wurde er in die Verfassunggebende Preußische Landesversammlung gewählt und im Februar 1921 in den Preußischen Landtag, dem er bis 1924 angehörte.